# Platygyriella densa
Platygyriella densa là một loài Rêu trong họ Hypnaceae. Loài này được (Hook.) W.R. Buck miêu tả khoa học đầu tiên năm 1984.